# Academia Real Escocesa

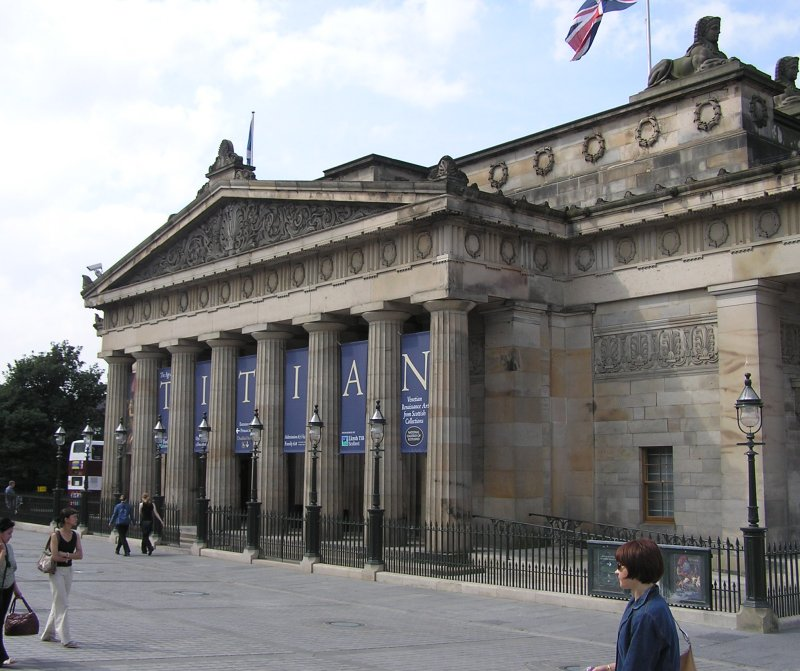
RSA

A Academia Real Escocesa (em inglês: Royal Scottish Academy) ou simplesmente RSA é uma instituição artística independente da Escócia fundada em 1826 e financiada por importantes artistas e arquitetos britânicos, com o objetivo de apoiar e promover a cultura na cidade de Edimburgo.
Além de um programa contínuo de inovação e exposições, a RSA também administra premiações, homenagens e residências para os artistas associados. A RSA possui uma das mais importantes coleções artísticas da Escócia e um extenso arquivo relacionado à arquitetura britânica dos últimos 180 anos.
Sua sede tem sido o Royal Scottish Academy Building na Princes Street projetado originalmente por William Henry Playfair e recentemente remodelado, como parte do Projeto Playfair.
A Royal Scottish Academy é liderada por um grupo de artistas que englobam o período contemporâneo da arte escocesa. O presidente é o Professor Bill Scott.